# Municipi d'Àerodrom
El municipi d'Àerodrom (en macedònic: Општина Аеродром) és un dels vuitanta-quatre municipis en què se subdivideix administrativament Macedònia del Nord.
Es troba en el territori que abasta la regió estadística de Skopje.

## Població
La superfície d'aquest municipi abasta una extensió de territori d'uns 21,85 quilòmetres quadrats. La població d'aquesta divisió administrativa és de 72.009 persones (segons les xifres que del cens dut a terme l'any 2002). Mentre que la seva densitat poblacional és d'uns 3.296 habitants per cada quilòmetre quadrat.